# Szürkehasú héja
A szürkehasú héja (Accipiter poliogaster) a madarak (Aves) osztályának vágómadár-alakúak (Accipitriformes) rendjébe, ezen belül a vágómadárfélék (Accipitridae) családjába tartozó faj.
A magyar név forrással nincs megerősítve.

## Rendszerezése
A fajt Coenraad Jacob Temminck holland arisztokrata és zoológus írta le 1824-ben, a Falco nembe Falco poliogaster néven.

## Előfordulása
Dél-Amerika nagy részén, Argentína, Bolívia, Brazília, Kolumbia, Ecuador, Francia Guyana, Guyana, Paraguay, Peru, Suriname és Venezuela területén honos. 
Természetes élőhelyei a szubtrópusi és trópusi síkvidéki esőerdők. Egyes helyeken állandó, máshol vonuló faj.

## Megjelenése
Testhossza 50 centiméter, szárnyfesztávolsága 69-84 centiméter. A tojó nagyobb, mint a hím. Tollazata felül fekete, alul halvány szürke.

## Természetvédelmi helyzete
Az elterjedési területe rendkívül nagy, egyedszáma 1 000–10 000 példány közötti és növekszik. A Természetvédelmi Világszövetség Vörös listáján mérsékelten fenyegetett fajként szerepel.